# András László
András László, né le 16 février 1984, est un homme politique hongrois. Membre du Fidesz, il est élu député européen lors des élections européennes de 2024 sur la liste Fidesz–KDNP. 

## Biographie
András László naît le 16 février 1984. Considéré comme un expert en relations internationales, il commence sa carrière politique en 2010, après la victoire du Fidesz aux élections législatives de 2010. 
Il travaille d'abord pour le ministère des Ressources humaines, avant de devenir chef de cabinet du Secrétariat d'État aux Affaires sociales et familiales. Il est renvoyé de ce poste après les élections de 2014. András László devient ensuite attaché de presse du groupe parlementaire PPE au Parlement européen, à Bruxelles. Il reste à ce poste au moins jusqu'en 2018.
En avril 2019, il retourne travailler à Budapest en tant que commissaire ministériel rattaché au ministère de l'Innovation et de la Technologie de László Palkovics. Il est présent sur la liste Fidesz–KDNP pour les élections européennes de 2019 mais n'est pas en position éligible. À partir de 2020, après avoir quitté son poste de commissaire ministériel, il se rapproche des cadres du Fidesz et est par la suite présenté comme conseiller du parti national-conservateur. 
À partir de 2022, András László est influenceur web sur la plateforme Megafon, créée en 2020 pour promouvoir des discours politiques favorables au pouvoir, notamment conservateurs et nationalistes. Il est principalement actif sur Twitter, où il poste de courtes vidéos dans lesquelles il critique l'Union européenne (sur les thèmes de l'invasion de l'Ukraine, de l'immigration, de la vaccination contre le Covid-19 ou des droits LGBT). Il apparaît aussi sur d'autres vidéos et campagnes publicitaires de Megafon, sans toutefois être mentionné parmi les partenaires de la chaîne.
Il est élu député européen le 9 juin 2024 lors des élections européennes, sur la liste d'alliance Fidesz–KDNP.